# Skai Jackson

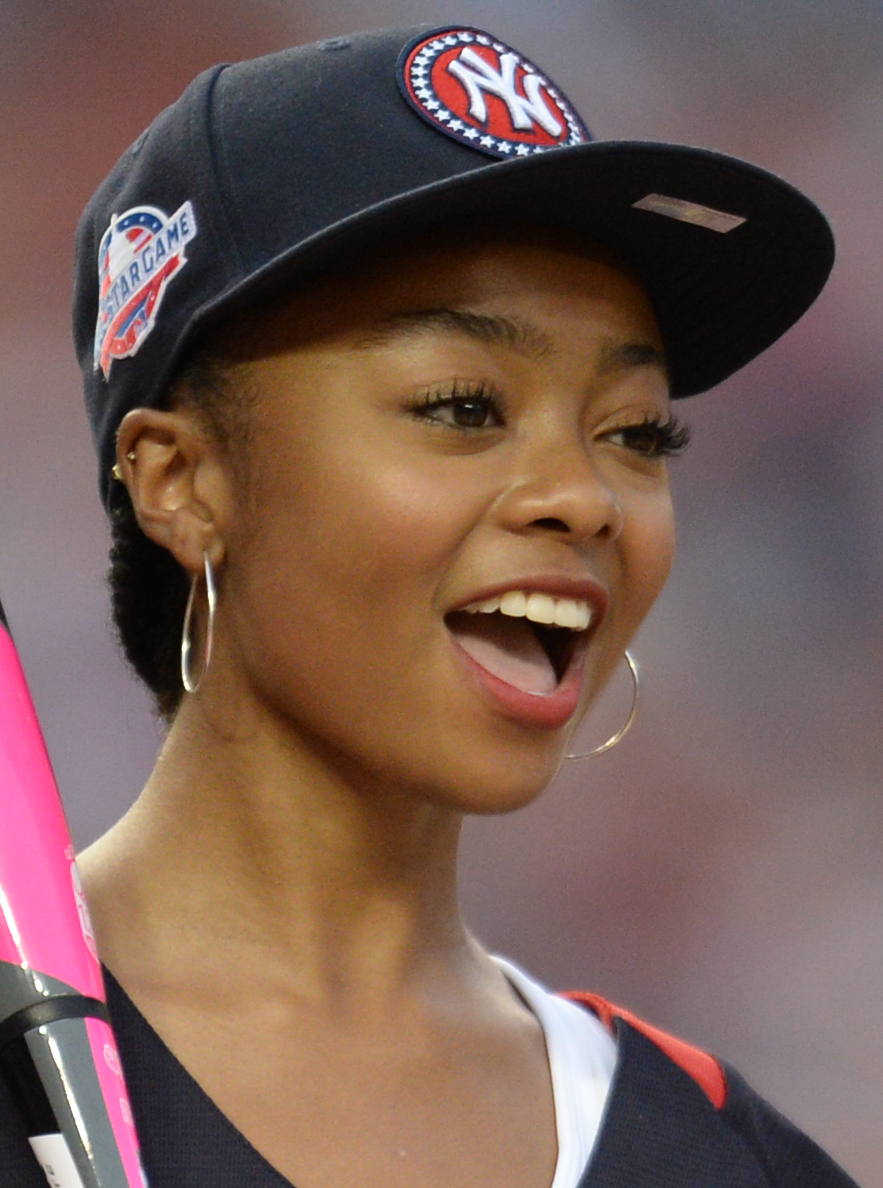
Skai Jackson (2018)

Skai Jackson (ur. 8 kwietnia 2002) – amerykańska aktorka.

## Filmografia

### Filmy
- 2014: My Dad's a Soccer Mom jako Lacy Casey
- 2013: The Watsons Go to Birmingham jako Joetta Watson
- 2013: G.I. Joe: Odwet jako córka Roadblocka
- 2011: Smerfy (The Smurfs)
- 2011: Arthur jako mała dziewczynka
- 2009: Nowszy model (The Rebound) jako dziewczynka w muzeum
- 2008: Rescue Me jako mała dziewczynka
- 2007: Liberty Kid jako Lulu

### Seriale
- 2015–2018: Obóz Kikiwaka jako Zuri
- 2015: K.C. nastoletnia agentka jako Zuri
- 2013: Powodzenia, Charlie! jako Zuri
- 2012: Austin i Ally jako Zuri
- 2011–2015: Jessie jako Zuri
- 2011: Zakazane imperium jako Aneisha
- 2010: Royal Pains jako Maddie Phillips